# Garuda
Garuda (sanskrt: गरुड), u hinduističkoj mitologiji, jedno od božanstava nižeg reda, Višnina jahaća životinja. Prikazuje se kao pola čovjek, pola ptica, s orlovom glavom i krilima. Poznat je kao neprijatelj zmija. Najstarije ilustracije Garude nalaze se na novcima iz dinastije Gupta.
U Mahabharati je prikazan kao mlađi brat Arune, kočijaša boga Sunca, Surye. Garudova majka Vinata bila je majka ptica, zatočena od svoje sestre Kadru, majke zmija (nagas). Vinata je bila oslobođena nakon što je Garuda predao amritu, eliksir besmrtnosti svojoj tetki Kadru, što je omogućilo zmijama da mijenjaju kožu. Poslije je susreo Višnua i dogovorio se s njime da mu služi kao prijevozno sredstvo i amblem.
Kult Garude širio se sa širenjem hinduizma prema Nepalu i jugoistočnoj Aziji, gdje se često prikazuje na spomenicima. Također, lik Garude je povezan s amblemima kraljevskih obitelji u nekim od država jugoistočne Azije.

## Dictionnaire Infernal
Garuda se prikazuje u djelu Dictionnaire Infernal kao demon s tijelom orla i glavom zgodnog muškarca s bijelom ogrlicom oko vrata. Služi kao dostavljač bogu Višnu kao što je orao služio bogu Jupiteru u grčko-rimskoj mitologiji. Garuda se izlegao iz jaja svoje majke Diti i bio je u gnijezdu pet godina.

## Vanjske poveznice
|  | Zajednički poslužitelj ima još gradiva o temi Garuda |

- Garuda Hrvatska enciklopedija
- Garuda Britannica (engl.)
- Garuda deliriumsrealm.com (engl.)